# Gary Lineker
Gary Lineker (født 30. november 1960) er en tidligere engelsk fodboldspiller, der i perioden 1984-1992 spillede 80 landskampe med ikke mindre end 48 scoringer til følge. De seks af målene blev scoret ved VM i Mexico (86), hvilket gav ham titlen som VM-topscorer det år. De 48 mål for det engelske landshold er kun overgået af Bobby Charlton og Wayne Rooney. Lineker er således også efter de flestes mening den bedste engelske angriber i nyere tid.
Derudover var han kendt for sin næsten utrolige indstilling til fair play. Lineker begik stort set aldrig frispark på banen og indkasserede således ikke et eneste kort i løbet af sin professionelle karriere.
På klubplan fik Lineker sit professionelle gennembrud i sin barndomsklub Leicester FC. Han spillede siden bl.a. for Everton FC (1985-1986), FC Barcelona (1986-1989), Tottenham Hotspur (1989-1992) og endelig i japanske Grampus Eight, hvor han sluttede karrieren i 1994.
Gary har skudt en del af sine penge i sin barndomsklub Leicester, hvilket formodentlig også reddede klubben fra konkurs. Lineker er i dag vicedirektør og selvsagt også medejer af klubben.
Ud over det har han bl.a. gjort karriere som fodboldkommentator i TV. Hans mest berømte citat er uden tvivl ”Fodbold er et simpelt spil, hvor 22 spillere løber rundt og sparker til en bold i 90 minutter, en enkelt dommer laver et hav af fejl, og tyskerne  vinder altid til sidst”.
Gary har 4 børn med Michelle. Efter 20 års ægteskab blev han separeret fra hende i 2006.